# Мона Сімпсон
Мона Джей Сі́мпсон (англ. Mona J. Simpson)  — один з вигаданих персонажів мультсеріалу Сімпсони. Мона — мати головного героя серіалу Гомера Сімпсона. Вона з'являється у серіалі усього декілька разів, оскільки за сюжетною лінією втекла із Спрінгфілду і займалася правозахисною діяльністю у підпіллі.

## Про персонажа
Мона Сімпсон — мама Гомера і дружина Ейба Сімпсона. Їй 79 років. Вона дуже рідко з'являється в серіалі через те, що переховується від поліції вже понад 20 років десь на півночі США. Вона знаходиться у розшуку тому, що разом із величезною юрбою озброєних демонстрантів-хіппі знищила у 1970-х роках лабораторію хімічної зброї Монтгомері Бернса. Мона сама була колись завзятим учасником руху хіппі і люто ненавиділа Монтгомері Бернса за його улюблену справу — забруднення навколишнього середовища старою та брудною АЕС, яка працює ще з 1952 року. За знищення лабораторії Бернс пообіцяв рано чи пізно знайти Мону. Таким чином, вона опинилася у розшуку, коли Гомерові було лише 12 років. Гомер не бачив свою маму протягом 26 років (коли йому вже зараз 38 років) і дуже її любить. Він навіть вкрав у Фландерса частину будинку, бо вдома для його мами не було місця, оскільки не залишилося жодної вільної кімнати.
Названа на честь рідної сестри Стіва Джобса, яку теж звали Мона Сімпсон.

## У серіалі
У серіалі Мона Сімпсон з'являється не більше 5 разів. Гомер її часто звинувачує у всіх своїх душевних травмах. Незважаючи на свій поважний вік (їй 80) вона у добрій фізичній формі, але все ще переховується від поліції. Мона дуже цінує різні вироби з емблемою хіппі, які подарувала Бартові і Лізі. Вона дуже любить дітей й гостро критикує підхід Гомера щодо покарання Барта, коли він з усією силою і злістю починає душити хлопця. Мона також колись була такою, як Ліза і розуміє її проблеми та боротьбу за правду. У 19-му сезоні Гомер Сімпсон знаходить її мертвою.